# Apache Qpid
Apache Qpid — відкрита система повідомлень з імплементацією Advanced Message Queuing Protocol. Вона забезпечує управління транзакціями, черги, розповсюдження, безпеку, керованість, кластерізацію, підтримку об'єднаних та різнорідних платформ.

## Дивись також
- Apache ActiveMQ